# Мерсье, Том
Том Мерсье́ (ивр. טום מרסייה‎; род. 1993, Израиль) — израильский актёр театра и кино.

## Биография и творчество
Том Мерсье учился в актёрской студии Yoram Levinstein Acting Studio в Тель-Авиве.
Актёр дебютировал в кино в 2019 году как главный герой фильма «Синонимы» Надава Лапида. В этой картине он играет Йоава, молодого израильтянина, который приезжает в Париж и стремится стать французом: он полностью отказывается от иврита, истории родины и общения с семьёй. Как и его киногерой, Мерсье выучил французский язык, переехал в Париж и прервал все контакты с Израилем при подготовке к съёмкам.
Мерсье также получил роль Джонатана в телесериале «Мы те, кто мы есть», который транслировался на HBO с сентября 2020 года.

## Фильмография
| Год  |   | Русское название   | Оригинальное название  | Роль                |
| ---- | - | ------------------ | ---------------------- | ------------------- |
| 2019 | ф | Синонимы           | Synonymes              | Йоав                |
| 2020 | ф | Мы те, кто мы есть | We Are Who We Are      | Джонатан Кричевский |
| 2021 | ф | Моя ночь           | Ma nuit                |                     |
| 2023 | ф | Зверь в джунглях   | La Bête dans la jungle | Джон                |
| 2023 | ф | Королевство зверей | The Animal Kingdom     | Фикс                |

## Награды
Кинопремия Офир
- 2019: номинация Лучший актёр («Синонимы»)[6].

Кинопремия Люмьер
- 2020: номинация Самый многообещающий актёр («Синонимы»)[7].